# Sárpilis
Sárpilis község Tolna vármegyében, a Szekszárdi járásban.

## Fekvése
Sárpilis Tolna vármegye délkeleti felén, a Gemenc és a Szekszárdi-dombság között helyezkedik el, a Sárköz szívében.Szekszárd (14 km) és Bátaszék (10 km) között fekszik.

### Megközelítése
Közúton, az ország távolabbi részei felől az M6-os autópályán érhető el a legkönnyebben a település, a sztrádáról a bátaszéki csomópontnál, vagy az Őcsény–Decs–Szekszárd dél-leágazásnál lehajtva. A központján azonban csak az 5113-as út halad keresztül, azon érhető el északi szomszédja, Decs felől éppúgy, mint a térséget átszelő 56-os főútról, Várdombnál keletnek fordulva.
Vonattal a MÁV 46-os számú Sárbogárd–Bátaszék-vasútvonalán érhető el, melynek egy megállási pontja van itt. Sárpilis-Várdomb megállóhely a központtól bő 1,5 kilométerre nyugatra helyezkedik el, az 5113-as út vasúti felüljárójának déli oldalán, a vonal állomásainak viszonylatában Decs vasútállomás és Bátaszék vasútállomás között. A 2009 decemberi menetrendváltás óta a vonatok már nem állnak meg a megállóhelyen.

## Története
- Első okleveles említése 1381-ből való, amikor egy határperben merül fel a neve.
- 1572-ben a török adóösszeírók itt egy 21 házból álló „települést” találtak.
- A Rákóczi-szabadságharc idején a falu teljesen elnéptelenedett, elpusztult. Legközelebb a Tolna megyei összeírások alkalmával találkozhattunk a településsel, ahol az összeírók 14 jobbágyot, és két 1724-ben idetelepültet jegyeztek fel.

## Közélete

### Polgármesterei
- 1990–1994: Erlich János (független)[4]
- 1994–1998: Erlich János (független)[5]
- 1998–2002: Hegedűs János (független)[6]
- 2002–2006: Hegedűs János (független)[7]
- 2006–2010: Hegedűs János (független)[8]
- 2010–2014: Figler János (Fidesz-KDNP)[9]
- 2014–2019: Figler János (Fidesz-KDNP)[10]
- 2019–2024: Figler János (Fidesz-KDNP)[11]
- 2024– : Figler János (Fidesz-KDNP)[1]

## Népesség
A település népességének változása:
| Lakosok száma | 670  | 690  | 677  | 606  | 561  | 569  | 564  |
|               | 2013 | 2014 | 2015 | 2021 | 2022 | 2023 | 2024 |

A 2011-es népszámlálás során a lakosok 78,6%-a magyarnak, 7,8% cigánynak, 3,4% németnek, 0,3% örménynek mondta magát (21,2% nem nyilatkozott; a kettős identitások miatt a végösszeg nagyobb lehet 100%-nál). A vallási megoszlás a következő volt: római katolikus 16,7%, református 14,6%, evangélikus 0,9%, görögkatolikus 0,3%, felekezeten kívüli 30,9% (35,4% nem nyilatkozott).
2022-ben a lakosság 89,7%-a vallotta magát magyarnak, 8,2% cigánynak, 0,5% németnek, 0,2-0,2% ruszinnak, szlovénnek, lengyelnek és örménynek, 1,4% egyéb, nem hazai nemzetiségűnek (10,3% nem nyilatkozott; a kettős identitások miatt a végösszeg nagyobb lehet 100%-nál). Vallásuk szerint 17,1% volt római katolikus, 17,1% református, 0,4% evangélikus, 0,4% görög katolikus, 0,5% egyéb keresztény, 37,4% felekezeten kívüli (27,1% nem válaszolt).

## Nevezetességei
- Késő barokk műemlék református templom, felszentelve 1797-ben.

## Külső hivatkozások
- Sárpilis az utazom.com honlapján
- Sárpilis-Várdomb vasúti megállóhelye
- Sárpilis története
- Sárpilis egyetlen műemléke, a református templom a Műemlékem.hu-n
- A református templom leírása a község honlapján